# ЕМАС
ЕМАС (енгл. Eco-Management and Audit Scheme) је инструмент ЕУ на добровољној бази који позива компаније да уведу и конинуирано унапређују еко-менаџмент. Успостављен је ЕУ регулативом бр.1836. из 1993. године, као добровољна шема која омогућава да компаније верификују свој систем управљања заштитом животне средине према захтевима регулативе.
Више од 4.100 регистрованих компанија је укључено у овај програм. Све оне имају право коришћења ЕМАС логоа који је гаранција њиховог квалитета управљања заштитом животне средине. Међу сертификованом организацијама су: индустријске компаније, мала и средња предузећа, сервиси, административне и интернационалне организације, укључујући и Европску комисију и Европски парламент.

## Захтеви ЕМАС-а
Да би организација била регистрована од стране ЕМАС потребно је да:
- поседује Политику заштите животне средине
- континуирано потврђује спровођење дефинсане Политике заштите животне средине
- дефинише циљеве организације у складу за државном и политком ЕУ о заштити животне средине
- спроводи мере заштите животне средине
- редовно извештава о стању и мерама заштите животне средине

## Ревизија 2001. године
Европска комисија је 2001. године објавила ревизију регулативе о ЕМАС-у, бр. 761. Ова ревизија донела је неколико измена:
- ЕМАС могу да уводе организације из различитих сектора (бизнис, едукација, јавна администрација итд.)
- интеграција са стандардом ИСО 14001
- укљученост запослених

ЕМАС је првенствено успостављен за организације, надлежне органе и јавност, као инструмент управљања утицајем на животну средину, са циљем побољшања квалитета животне средине. У ЕМАС шему су укључене земље чланице Европске уније, земље чланице ЕЕY -Европске економске зоне (Норвешка, Исланд и Лихтенштајн) и земље кандидати за чланство. Регулатива бр. 761/2001 предвиђа учествовање привредних комора у промовисању ЕМАС програма својим чланицама.